# Bad Company (манга)
«Bad Company» (яп. バッドカンパニー, «Плохая компания») — манга-приквел к манге «Крутой учитель Онидзука», нарисованный Тору Фудзисавой в 1996 году.
Ещё до того, как Эйкити Онидзука стал легендой, и Онибаку, и Крутым учителем Онидзукой, он был и отъявленным хулиганом и школьником, дерущимся со старшеклассниками, проводящим время со своей компанией и подружкой. Эта манга — компиляция множества коротких историй, объединённых такими персонажами как Эйкити, Рюдзи и их школьными приятелями. В этих историях рассказывается и про происхождение мотоцикла Эйкити, который часто появляется в GTO, его первая встреча с Полуночным Ангелом и другими.

## Сюжет
Главный герой манги Рюдзи Дамма, новенький ученик школы Хак-Тю, не желая идти в новую школу со своими родителями, забрался на крышу здания и оттуда увидел драку на школьном дворе старшеклассников и парня-блондина, похожего на демона, с кровью на своих волосах. Позже Дамма узнал, что им был Эйкити Онидзука, о котором ходила дурная слава. Мечтая сойтись с ним в поединке, Дамма провоцирует задирающих его одноклассников и компанию Эйкити. Став противниками, они, тем не менее, впоследствии становятся друзьями.

## Персонажи
Рюдзи Дамма (яп. 弾間龍二) — новенький в школе, грубый и наглый парень с короткими чёрными волосами, наказывает и не прощает своих обидчиков, желая стать самым крутым в школе. Но став главарём новой школьной банды, бросает их и приходит в компанию Онидзуки.
Эйкити Онидзука (яп. 鬼塚 英吉) — легенда своей школы, главарь своей компании. Не стремится доминировать среди окружающих, но из-за своей физической силы и характера постоянно сталкивается с противниками и врагами, которых он побеждает. Готов на всё ради своих друзей, грозится убить Рюдзи, но не изгоняет его из своей компании. Не умеет кататься на мотоцикле, но прилагает все усилия, чтобы починить его.
Сакура Ямато (яп. 大和桜) — странная девушка, стремящаяся показывать свои трусики и считающая других чем-то из-за этого перед ней обязанными. Дружит и с Рюдзи Данма, и с Эйкити Онидзукой, помогая им обоим. Смелая и отважная, она зовёт им на помощь Полуночного Ангела.
Фукитоси (яп. フトシ)
Исами (яп. イサミ)